# Panamerikanische Spiele 2023/Synchronschwimmen
Bei den Panamerikanischen Spielen 2023 in der chilenischen Hauptstadt Santiago de Chile fanden vom 31. Oktober bis 3. November 2023 insgesamt zwei Wettbewerbe der Frauen im Synchronschwimmen statt. Austragungsort war das Aquatic Center.

## Bilanz

### Medaillenspiegel
| Platz  | Land               | Gold | Silber | Bronze | Gesamt |
| ------ | ------------------ | ---- | ------ | ------ | ------ |
| 1      | Mexiko             | 2    | —      | —      | 2      |
| 2      | Vereinigte Staaten | —    | 2      | —      | 2      |
| 3      | Brasilien          | —    | —      | 1      | 1      |
| 3      | Kanada             | —    | —      | 1      | 1      |
| Gesamt | Gesamt             | 2    | 2      | 2      | 6      |

### Medaillengewinner
| Disziplin  | Gold | Silber | Bronze |
| ---------- | --- | --- | --- |
| Duett      | MexikoNuria Diosdado Joana Jiménez | Vereinigte StaatenMegumi Field Ruby Remati                                                                                              | BrasilienLaura Miccuci Gabriela Regly |
| Mannschaft | MexikoRegina Alferez Marla Arellano Nuria Diosdado Daniela Estrada Itzamary González Luisa Jailib Joana Jiménez Jessica Sobrino Pamela Toscano | Vereinigte StaatenAnita Alvarez Jaime Czarkowski Megumi Field Audrey Kwon Calista Liu Jacklyn Luu Bill May Daniella Ramirez Ruby Remati | KanadaSydney Carroll Scarlett Finn Audrey Lamothe Jonnie Newman Raphaelle Plante Kenzie Priddell Claire Scheffel Florence Tremblay Olena Verbinska |